# Vendrell
Vendrell (oficialmente en catalán El Vendrell) es un municipio y localidad española de la provincia de Tarragona, en la comunidad autónoma de Cataluña. Capital de la comarca del Baix Penedès, cuenta con una población de 40 440 habitantes (INE 2024).

## Geografía
Integrado en la comarca de Bajo Panadés, de la que ejerce de capital, se sitúa a 33 km de Tarragona. El término municipal esta atravesado por las siguientes carreteras: 
- Autopista del Mediterráneo (AP-7): permite conexión rápida con Barcelona y Tarragona.
- Autopista de Pau Casals (de peaje) (C-32): permite la comunicación con Villanueva y Geltrú, Sitges y Barcelona por la costa del Garraf.
- Carretera nacional N-340, entre los pK 1185 y 1193, que permite la comunicación con Torredembarra y Villafranca del Panadés.
- Carretera autonómica C-51: une Valls con El Vendrell.
- Carretera local TP-2125: conecta con Santa Oliva.

El relieve del municipio está definido por la llanura prelitoral y la planicie del Panadés, que quedan unidas por el corredor abierto por la riera de la Bisbal, entre las alineaciones montañosas al oeste y al este de la villa, que se sitúa precisamente en ese paso natural. Cuenta por tanto con algunas zonas montuosas tanto al este, en el límite con Calafell y Bellvey, donde destacan Turó de la Font (132 m) y Turó de la Muga (154 m), como al oeste, en el límite con Albiñana, donde destacan Les Torretes (252 m), Puig del Lleó (305 m) y Puig Claper (251 m). La altitud oscila por tanto entre los 305 m (Puig del Lleó) y el nivel del mar en las playas de Comarruga y San Salvador. La villa se alza a 50 m sobre el nivel del mar.
| Noroeste: Albiñana         | Norte: Albiñana y Santa Oliva | Noreste: Bellvey                     |
| Oeste: Roda de Bará        |                               | Este: Calafell                       |
| Suroeste: Mar Mediterráneo | Sur: Mar Mediterráneo         | Sureste: Calafell y Mar Mediterráneo |

## Historia
Los orígenes de la población se sitúan en el siglo X, con la reconquista y repoblación de la zona y la cesión de algunas de sus tierras al monasterio de San Cugat. Aparece por primera vez en 1037 en un documento que habla sobre el riego de Venrel. La población se desarrolló con rapidez gracias a su proximidad al camino real que llevaba hasta Tarragona.
En 1183 se concedió la carta de población a Bernat de Papiol quien se comprometió a defender las posesiones del cenobio y a los habitantes de estas tierras. En 1469, el rey Juan II de Aragón convocó desde esta población a las cortes que se celebraron en Monzón y en las que les solicitó que le entregaran fondos para poder seguir con la guerra. 
Al acabar la Guerra de Sucesión, Vendrell quedó temporalmente anexionado a la corona como pago de una deuda.
Durante el siglo XIX el municipio creció de forma constante, con la excepción de un pequeño paro en 1890 por una plaga de filoxera que asoló los campos. El 1 de abril de 1814, el rey Fernando VII descansó en Vendrell cuando regresaba de su exilio. Al iniciarse la primera guerra carlista, la población decidió fortificarse para garantizar la seguridad de sus ciudadanos.
En esta localidad nació el 29 de diciembre de 1876, el violonchelista, compositor y pacifista Pau Casals Defilló. En el cementerio de Vendrell descansan sus restos. En el barrio de San Salvador de El Vendrell, junto a la playa, se encuentra la Casa-Museo de Pau Casals, frente a un auditorio bautizado con su nombre. Fue Capital de la cultura catalana 2020.

## Cultura
De las antiguas murallas que rodeaban la ciudad únicamente se conserva el portal del Pardo. El portal se abrió sobre una casa señorial de 1623. Parte de su fachada está decorada con esgrafiados del siglo XVIII. En la actualidad es la sede de la Fundación Apel·les Fenosa.
La iglesia parroquial está dedicada a San Salvador. El templo original se construyó en el siglo XIV, y fue reconstruido y ampliado en el XVIII. Se trata de un amplio edificio con fachada barroca en la que se encuentra anexo el campanario de base cuadrada. Corona el campanario una veleta conocida como l'Àngel, obra de Josep Romeu. El interior del templo está compuesto por tres naves con capillas laterales, cimborrio y transepto. Sobre la portalada se encuentra una imagen de san Salvador.
Celebra su fiesta mayor en el mes de julio, coincidiendo con la festividad de Santa Ana. Vendrell cuenta con una gran tradición castellera. La colla Nens del Vendrell fue fundada en 1926. En la localidad se encuentra el monumento a los castellers, obra del escultor Josep Cañas i Cañas. 

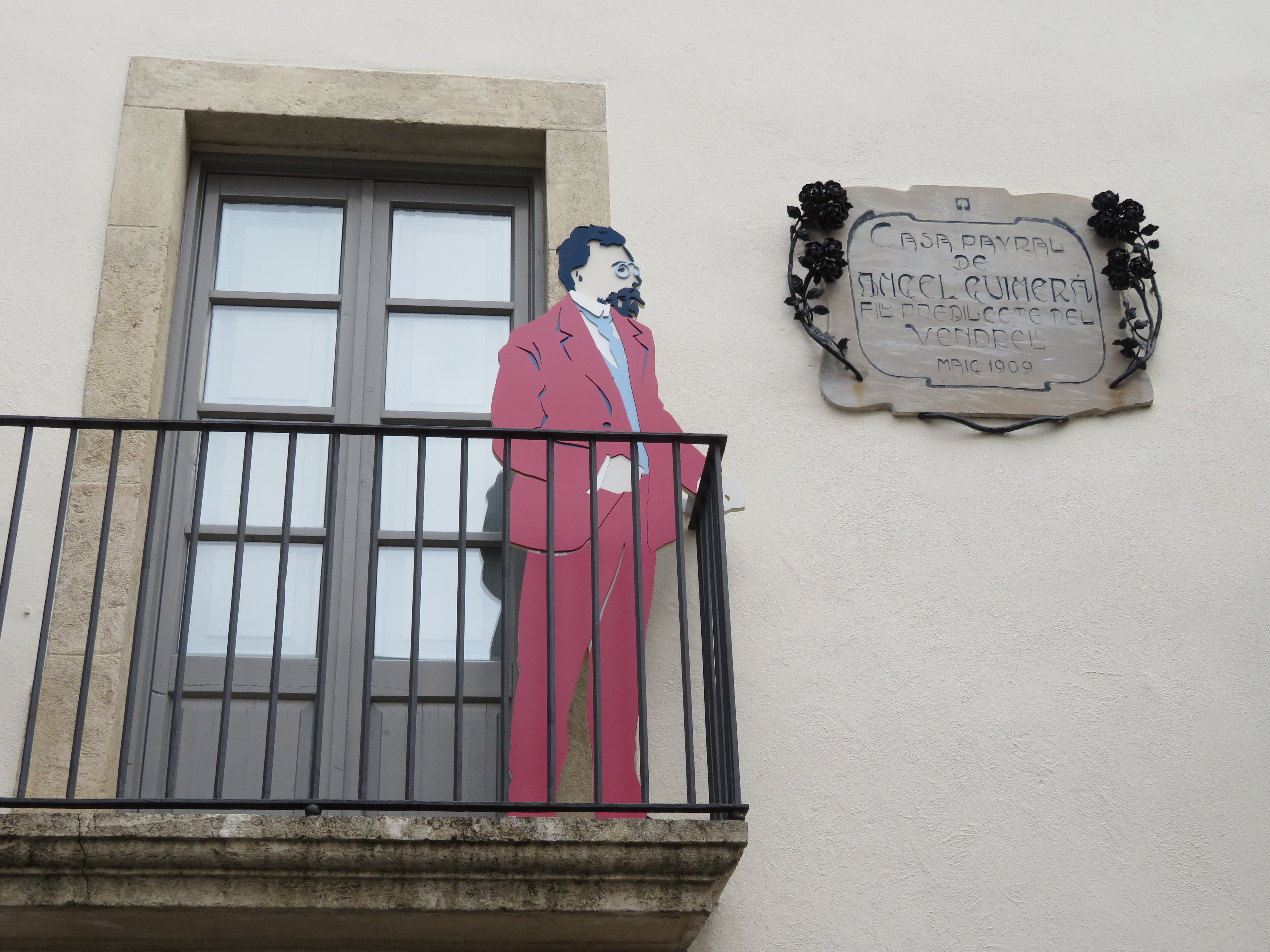
Casa-Museo Àngel Guimerà

### Museos

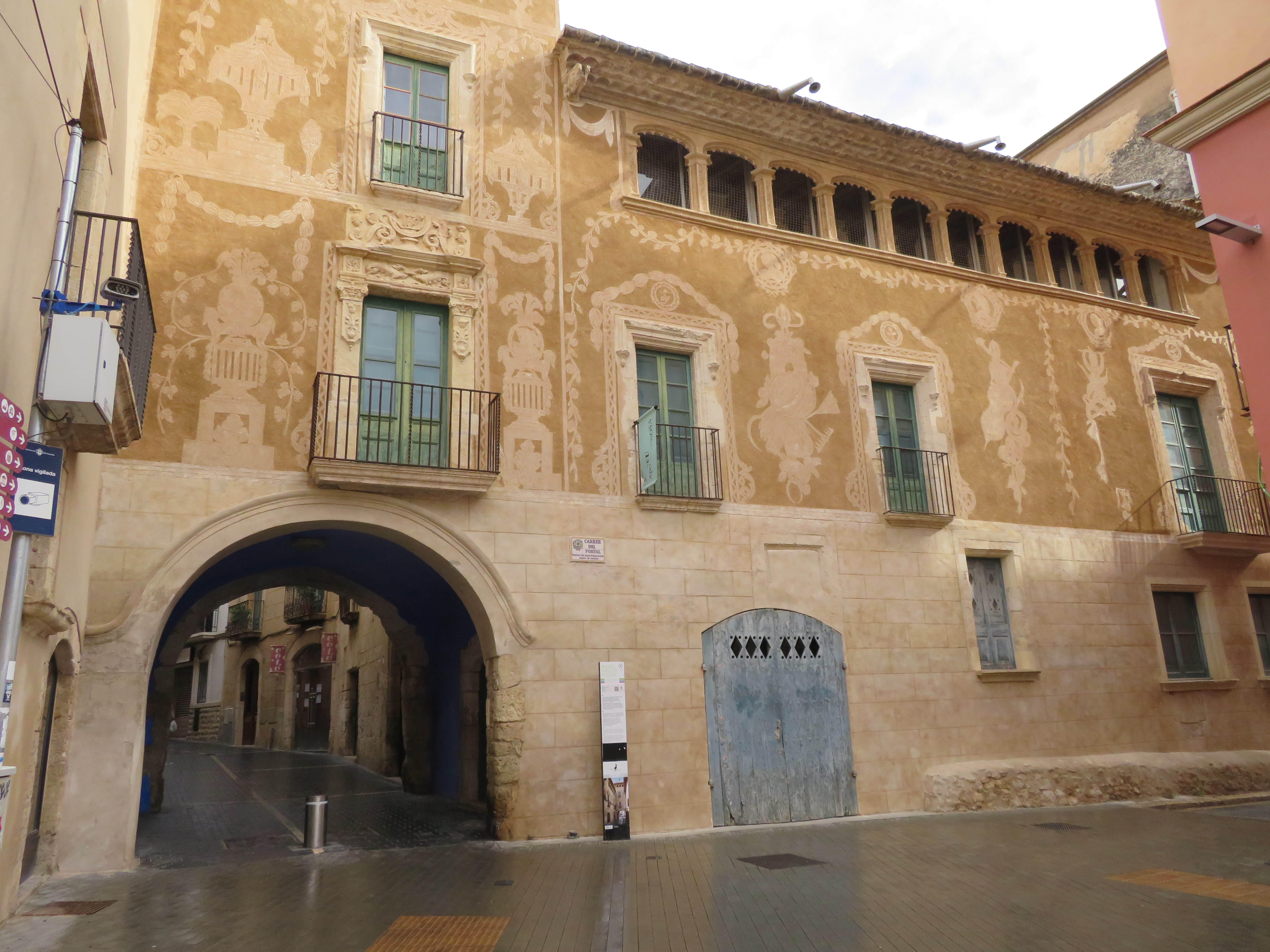
Casa-museo escultor Apel-les Fenosa

El Vendrell es un municipio con una gran riqueza cultural entre la que destacan  los museos del Vendrell. 
En la casa de veraneo de la familia Casals, en el barrio de San Salvador, se encuentra la casa museo dedicada al músico Pau Casals. La casa fue construida en 1909 y se ha conservado el ambiente original de la vivienda. 
En un radio de 100 m, situados en el centro administrativo del Vendrell, se encuentran tres equipamientos museísticos de primera magnitud, como cuadrados se encuentran la Casa Natal de Pau Casals, La casa-Museo Àngel Guimerà que se encuentra en la antigua casa de la familia y en la que conservan diversos recuerdos del autor como el escritorio donde escribió Terra baixa y Mar y cielo. También se conservan fotografías y otros objetos personales del dramaturgo. Fue inaugurado como museo en 1974. También se pueden encontrar diferentes parques alrededor de la casa con jardines y núcleos de observación. Y saliendo de la casa-Museu Àngel Guimerà, el visitante se encontrará del Museu Deu Font una auténcia maravilla que recoge un importante patrimonio artístico y aloja numerosas exposiciones temporales 
Bajando 300 m por la calle Muralla se llega a les Quatre Fonts y al Portal del Pardo, espacios recientemente restaurados, que nos llevan directamente al Museo Apel.les Fenosa, un edificio singular del municipio situado en la principal arteria de comunicaciones del municipio a principios de su historia, y que ahora se ha convertido en lugar de visita obligada. En la calle Quatre Fonts se encuentra una obra cedida por la Fundación Apel.les Fenosa al pueblo de Vendrell, se trata de "els tres regnes" y desde la cual se obtiene una de las más icónicas perspectivas del Vendrell.
Está proyectado un nuevo museo, en el núcleo marítimo de Coma-Ruga, ocupando la primera planta del nuevo edificio Tabaris cuya finalización está prevista en 2023. En el museo se podrán apreciar los mosaicos de Santiago Padrós.

## Demografía
Vendrell cuenta con una población de 40 440 habitantes (INE 2024).
| Gráfica de evolución demográfica de El Vendrell entre 1842 y 2021 |
| |
| Población de derecho según los censos de población del INE Población de hecho según los censos de población del INEEn estos censos se denominaba Vendrell: 1842, 1857, 1860, 1877, 1887, 1897, 1900, 1910, 1920, 1930, 1940, 1950, 1960 y 1970 Entre el censo de 1950 y el anterior, crece el término del municipio porque incorpora a 43507 (San Vicente de Calders) Entre el censo de 1857 y el anterior, disminuye el término del municipio porque independiza a 43164 (Vespella) |

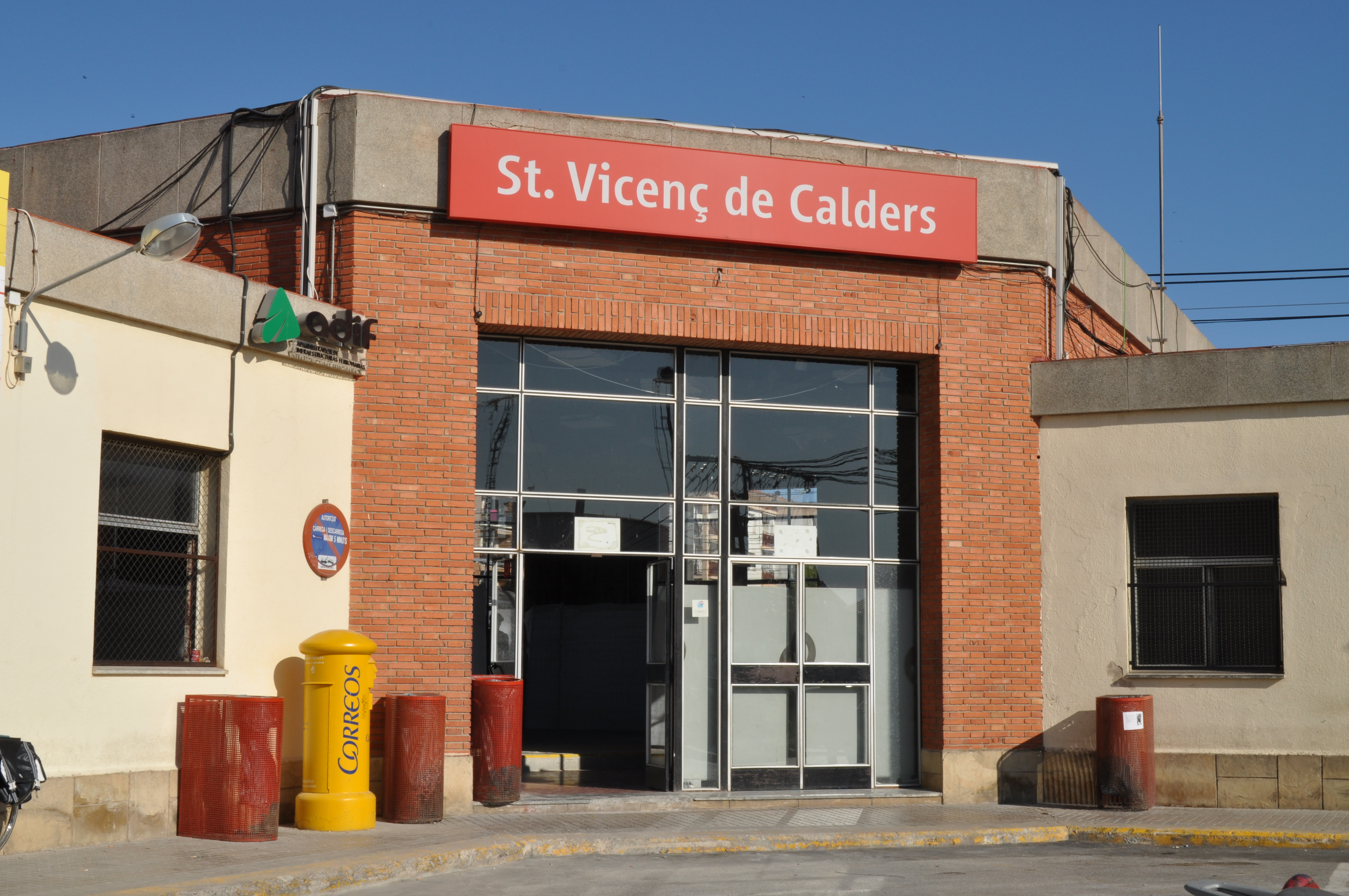
Estación de San Vicente de Calders

El actual término de Vendrell incluye diversos núcleos poblacionales. Uno de ellos es el de San Vicente de Calders (en catalán Sant Vicenç de Calders) que fue municipio independiente hasta 1946. Ya no queda ningún vestigio de su castillo que aparece en documentos de 1011. La casas que conforman su núcleo antiguo son en su mayoría del siglo XIX, periodo de reactivación demográfica de la villa. La iglesia parroquial se construyó sobre los restos del antiguo templo del castillo. Reconstruida en 1784, es un templo de nave única con bóveda de cañón.
Comarruga (en catalán Coma-ruga) aparece documentada en 1180 como una de las posesiones de San Cugat. Se ha convertido en un enclave turístico en el que se encuentra numerosos apartamentos y hoteles, el primero de los cuales se construyó en 1920. Su playa hace que sea un importante lugar turístico para la comunidad de El Vendrell. Comarruga se divide en cinco barrios: Els Masos, Barrio Marítimo, Los Algarrobos, San Salvador y un pequeño barrio, cercano a la autopista de Pau Casals, llamado el Colomer (denominado comúnmente como urbanización Torreblanca).
En San Salvador (barrio marítimo) se encuentra una ermita dedicada a este santo de origen románico. Aunque fue construida en el siglo XI ha sido reformada por completo a lo largo de los siglos. Es un templo de nave única con bóveda de cañón. No se conservan restos del ábside original. 
En El Francás (barrio marítimo), se conserva una antigua masía fortificada, documentada ya en el siglo XIV. Se conservan unas torres de planta cuadrada. La masía de Can Francás fue restaurada y funciona como restaurante.

## Economía
En la zona interior, la agricultura y la industria han sido los principales motores económicos. Los cultivos más destacados son los de la viña, algarrobos y olivos, aunque se trata de una actividad económica en franca recesión. La industria es uno de los sectores con mayor población activa, aunque la base económica de Vendrell está en el sector servicios.

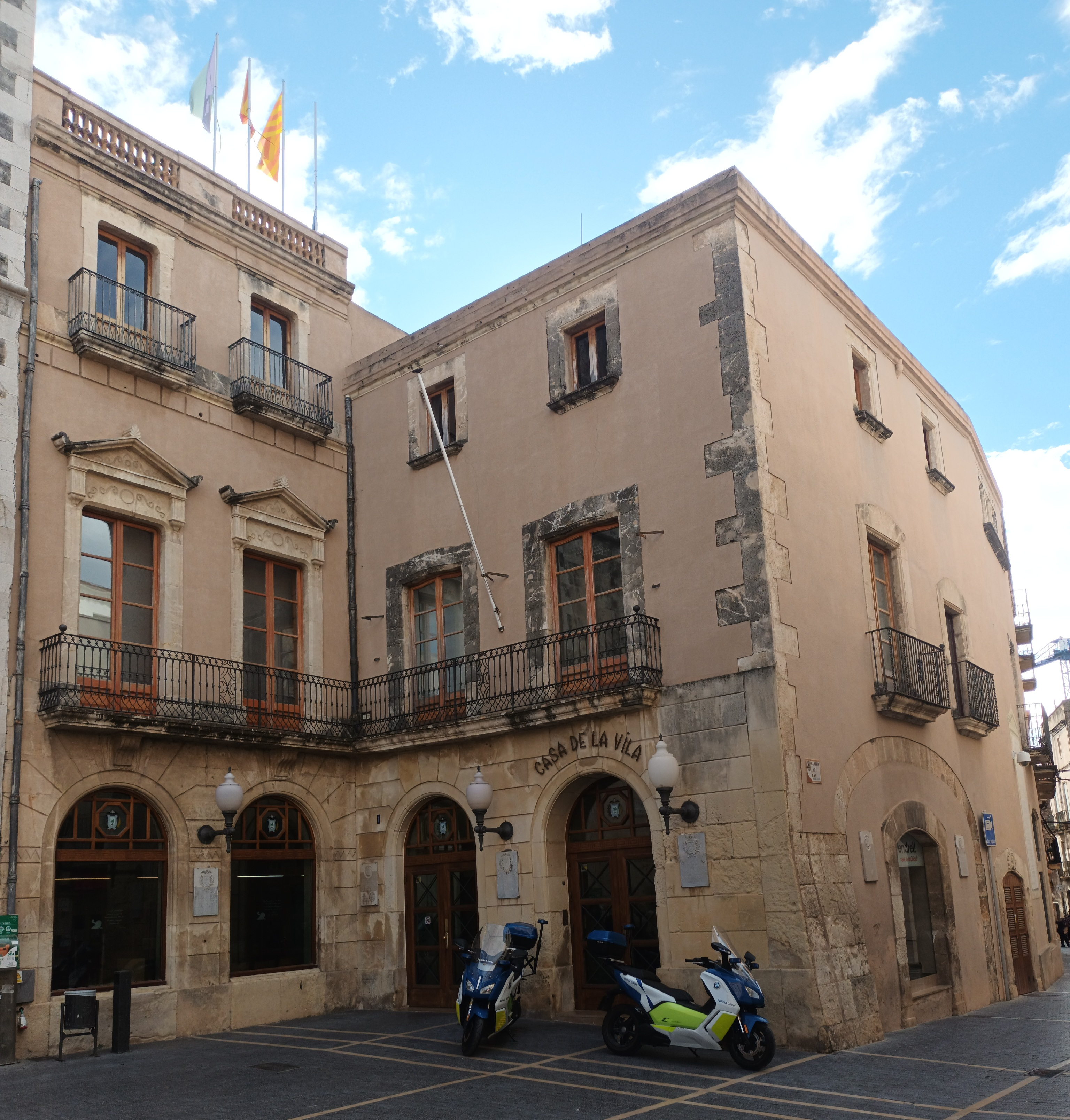
Ayuntamiento de Vendrell

La zona costera ha centrado su desarrollo económico en el turismo. No hay grandes infraestructuras, con la excepción del puerto deportivo de Comarruga, por lo que se trata de pequeños o medianos establecimientos de hostelería y restauración. Una parte de los veraneantes se ha establecido de forma definitiva, lo que ha contribuido al aumento de la población estable del municipio.

## Administración y política
| Periodo   | Nombre                  | Partido | Partido                                    |
| --------- | ----------------------- | ------- | ------------------------------------------ |
| 1979-1995 | Martí Carnicer i Vidal  |         | Partit dels Socialistes de Catalunya (PSC) |
| 1995-2003 | Benet Jané i Palau      |         | Convergència i Unió (CiU)                  |
| 2003-2007 | Helena Arribas Esteve   |         | Partit dels Socialistes de Catalunya (PSC) |
| 2007-2013 | Benet Jané i Palau      |         | Convergència i Unió (CiU)                  |
| 2013-2019 | Martí Carnicer i Vidal  |         | Partit dels Socialistes de Catalunya (PSC) |
| 2019-act. | Kenneth Martínez Molina |         | Partit dels Socialistes de Catalunya (PSC) |

| Partido político                                         | 2023  | 2023  | 2023       | 2019  | 2019  | 2019       | 2015  | 2015  | 2015       | 2011  | 2011  | 2011       | 2007  | 2007  | 2007       |
| Partido político                                         | %     | Votos | Concejales | %     | Votos | Concejales | %     | Votos | Concejales | %     | Votos | Concejales | %     | Votos | Concejales |
| Partit dels Socialistes de Catalunya (PSC)               | 34,75 | 4561  | 9          | 27,14 | 4001  | 8          | 18,26 | 2452  | 4          | 25,53 | 3327  | 7          | 28,17 | 3577  | 7          |
| Esquerra Republicana de Catalunya (ERC)                  | 20,1  | 2639  | 5          | 21,84 | 3220  | 6          | 10,51 | 1411  | 2          | 5,35  | 697   | 1          | 5,45  | 692   | 1          |
| Vox                                                      | 9,71  | 1275  | 2          | 2,19  | 324   | 0          | —     | —     | —          | —     | —     | —          | —     | —     | —          |
| Partit Popular de Catalunya (PP)                         | 7,37  | 968   | 2          | 4,27  | 630   | 0          | 7,35  | 987   | 2          | 10,01 | 1305  | 2          | 8,04  | 1021  | 2          |
| Junts per Catalunya (JxC)-Convergència i Unió (CiU)      | 6,72  | 882   | 1          | 8,12  | 1198  | 2          | 13,88 | 1863  | 3          | 22,76 | 2966  | 6          | 30,28 | 3844  | 7          |
| En Comú Podem (ECP)-Iniciativa per Catalunya Verds (ICV) | 5,99  | 787   | 1          | 6,19  | 913   | 1          | 3,63  | 487   | 0          | 3,60  | 469   | 0          | 3,79  | 481   | 0          |
| Fem Vendrell (FEMEV)                                     | 5,81  | 763   | 1          | —     | —     | —          | —     | —     | —          | —     | —     | —          | —     | —     | —          |
| Federació d'Independents de Catalunya (FIC)              | 2,48  | 326   | 0          | 6,03  | 890   | 1          | —     | —     | —          | —     | —     | —          | —     | —     | —          |
| Ciutadans (CS)                                           | —     | —     | —          | 10,14 | 1496  | 2          | 11,00 | 1477  | 3          | 1,10  | 143   | 0          | —     | —     | —          |
| Primàries                                                | —     | —     | —          | 6,76  | 998   | 1          | —     | —     | —          | —     | —     | —          | —     | —     | —          |
| Plataforma per Catalunya (PxC)                           | —     | —     | —          | —     | —     | —          | 13,39 | 1798  | 3          | 17,86 | 2328  | 5          | 17,75 | 2253  | 4          |
| Sí Se Puede                                              | —     | —     | —          | —     | —     | —          | 10,38 | 1394  | 2          | —     | —     | —          | —     | —     | —          |
| Candidatura d'Unitat Popular (CUP)                       | —     | —     | —          | —     | —     | —          | 10,03 | 1347  | 2          | 3,77  | 491   | 0          | 10,82 | 1643  | 2          |

## Ciudades hermanadas
- Utrera (España)
- Villagarcía de la Torre (España)
- Sabaudia (Italia)
- Lavaur (Francia)
- Mayagüez (Puerto Rico)